# II liga polska w piłce nożnej (2001/2002)
II liga 2001/2002 – 54. edycja rozgrywek drugiego poziomu ligowego piłki nożnej mężczyzn w Polsce. Wzięło w nich udział 20 drużyn, grając systemem kołowym. Sezon ligowy rozpoczął się 21 lipca 2001, ostatnie mecze rozegrano 5 maja 2002. Pierwszą bramkę rozgrywek zdobył w 4. minucie meczu Ceramika Opoczno – Polar Wrocław zawodnik gospodarzy Dariusz Kozubek (mecz zakończył się wynikiem 3:0).

## Drużyny
| Uczestnicy poprzedniej edycji                                                                                 | Uczestnicy poprzedniej edycji | Uczestnicy poprzedniej edycji | Uczestnicy poprzedniej edycji |
| --- | ----------------------------- | ----------------------------- | ----------------------------- |
| przegrany baraży o I ligę                                                                                     |                               |                               |                               |
| GPO | Górnik Polkowice              | 3                             |                               |
| pozostałe drużyny                                                                                             |                               |                               |                               |
| ODO | Odra Opole                    | 4                             |                               |
| CER | Ceramika Opoczno              | 5                             |                               |
| GKŁ | Górnik Łęczna                 | 6                             |                               |
| WŁK | Włókniarz Kietrz              | 7                             |                               |
| BEŁ | GKS Bełchatów                 | 8                             |                               |
| LPO | Lech Poznań                   | 9                             |                               |
| TGO | Tłoki Gorzyce                 | 10                            |                               |
| ŚWI | Świt Nowy Dwór Mazowiecki     | 11                            |                               |
| ŁKS | ŁKS Łódź                      | 12                            |                               |
| ZSO | Zagłębie Sosnowiec            | 13                            |                               |
| HET | Hetman Zamość                 | 14                            |                               |
| PWR | Polar Wrocław                 | 15                            |                               |
| MYS | KS Myszków                    | 16                            |                               |
| Spadek z I ligi 2000/2001                                                                                     |                               |                               |                               |
| ORL | Orlen Płock                   | 15                            |                               |
| RRA | Ruch Radzionków               | 16                            |                               |
| Awans z III ligi 2000/2001                                                                                    |                               |                               |                               |
| grupa I |                               |                               |                               |
| JAG | Jagiellonia Białystok         | 21                            |                               |
| grupa II |                               |                               |                               |
| ARK | Arka Gdynia                   | 1                             |                               |
| grupa III |                               |                               |                               |
| SZJ | Szczakowianka Jaworzno        | 1                             |                               |
| grupa IV |                               |                               |                               |
| HUT | Hutnik Kraków                 | 1                             |                               |
| Oznaczenia: - kolumna pierwsza – skróty nazw drużyn, - kolumna trzecia – miejsce zajęte w poprzednim sezonie. |                               |                               |                               |

Objaśnienia:
1. Mistrz grupy – Legia II Warszawa – nie był uprawniony do awansu na drugi poziom rozgrywkowy

## Rozgrywki
Uczestnicy rozegrali 38 kolejek ligowe po 10 meczów każda (razem 380 spotkań) w dwóch rundach: jesiennej i wiosennej.
Mistrz oraz wicemistrz II ligi uzyskali awans do I ligi, zespoły z 3. i 4. miejsca rozegrały dwumecze barażowe o wejście do I ligi z 13. i 14. zespołem najwyższej klasy rozgrywkowej. W związku ze zmniejszeniem liczby uczestników ligi w kolejnym sezonie z 20 do 18, do III ligi spadło 6 ostatnich drużyn. Zespoły z miejsc 5–14 pozostały w II lidze na kolejny sezon.

### Tabela
| Lp. | Drużyna                    | M  | Z  | R  | P  | Bramki | Bramki | Różn. | Pkt | Uwagi                   | Bezpośrednio            |
| --- | -------------------------- | -- | -- | -- | -- | ------ | ------ | ----- | --- | ----------------------- | ----------------------- |
| 1   | Lech Poznań (M) (A)        | 38 | 26 | 10 | 2  | 64     | 18     | +46   | 88  | Awans do I ligi         |                         |
| 2   | Orlen Płock (A)            | 38 | 20 | 13 | 5  | 50     | 24     | +26   | 73  | Awans do I ligi         |                         |
| 3   | Szczakowianka Jaworzno (A) | 38 | 20 | 6  | 12 | 61     | 50     | +11   | 66  | Baraże o I ligę         |                         |
| 4   | Górnik Łęczna              | 38 | 18 | 8  | 12 | 49     | 35     | +14   | 62  | Baraże o I ligę         |                         |
| 5   | GKS Bełchatów              | 38 | 16 | 10 | 12 | 55     | 46     | +9    | 58  |                         |                         |
| 6   | Ceramika Opoczno           | 38 | 15 | 9  | 14 | 53     | 50     | +3    | 54  |                         |                         |
| 7   | Hetman Zamość              | 38 | 12 | 15 | 11 | 47     | 43     | +4    | 51  |                         |                         |
| 8   | Ruch Radzionków            | 38 | 14 | 8  | 16 | 52     | 51     | +1    | 50  | RRA–PWR 1:0 PWR–RRA 0:2 |                         |
| 9   | Polar Wrocław              | 38 | 14 | 8  | 16 | 49     | 50     | −1    | 50  | RRA–PWR 1:0 PWR–RRA 0:2 |                         |
| 10  | Tłoki Gorzyce              | 38 | 13 | 10 | 15 | 42     | 56     | −14   | 49  |                         |                         |
| 11  | Arka Gdynia                | 38 | 10 | 18 | 10 | 39     | 41     | −2    | 48  | ARK–GPO 0:0 GPO–ARK 2:2 |                         |
| 12  | Górnik Polkowice           | 38 | 11 | 15 | 12 | 34     | 35     | −1    | 48  | ARK–GPO 0:0 GPO–ARK 2:2 |                         |
| 13  | Świt Nowy Dwór Mazowiecki  | 38 | 13 | 8  | 17 | 36     | 50     | −14   | 47  | ŚWI–ŁKS 1:1 ŁKS–ŚWI 2:2 |                         |
| 14  | ŁKS Łódź                   | 38 | 12 | 11 | 15 | 36     | 38     | −2    | 47  | ŚWI–ŁKS 1:1 ŁKS–ŚWI 2:2 |                         |
| 15  | Jagiellonia Białystok (S)  | 38 | 11 | 12 | 15 | 41     | 41     | 0     | 45  | Spadek do III ligi      |                         |
| 16  | Hutnik Kraków (S)          | 38 | 12 | 8  | 18 | 48     | 61     | −13   | 44  | Spadek do III ligi      |                         |
| 17  | Zagłębie Sosnowiec (S)     | 38 | 10 | 13 | 15 | 41     | 47     | −6    | 43  | Spadek do III ligi      |                         |
| 18  | Odra Opole (S)             | 38 | 12 | 5  | 21 | 40     | 61     | −21   | 41  | Spadek do III ligi      | ODO–WŁK 1:1 WŁK–ODO 0:2 |
| 19  | Włókniarz Kietrz (S)       | 38 | 11 | 8  | 19 | 34     | 53     | −19   | 41  | Spadek do III ligi      | ODO–WŁK 1:1 WŁK–ODO 0:2 |
| 20  | KS Myszków (S)             | 38 | 8  | 9  | 21 | 35     | 56     | −21   | 33  | Spadek do III ligi      |                         |

## Strzelcy
| Gole | Strzelcy          | Drużyna                                 |
| ---- | ----------------- | --------------------------------------- |
| 22   | Jacek Ziarkowski  | Hetman Zamość                           |
| 19   | Piotr Żaba        | Ruch Radzionków                         |
| 17   | Adam Grad         | ŁKS Łódź (7) Jagiellonia Białystok (10) |
| 12   | Andrzej Sawicki   | Ceramika Opoczno                        |
| 12   | Andrzej Sermak    | Szczakowianka Jaworzno                  |
| 11   | Marcin Józefowicz | Zagłębie Sosnowiec                      |
| 11   | Marek Tokarz      | Szczakowianka Jaworzno                  |
| 11   | Paweł Bugała      | Górnik Łęczna                           |
| 11   | Wojciech Kobeszko | Ceramika 4/ Jagiellonia 7               |
| 10   | Marcin Narwojsz   | Polar Wrocław                           |
| 10   | Dzidosław Żuberek | Jagiellonia Białystok                   |

Kompletna klasyfikacja strzelców – 90minut.pl